# 1812
1812 (MDCCCXII) е високосна година, започваща в сряда според Григорианския календар.

## Събития
- 12 март – Кадиските кортеси приемат първата испанска конституция.
- 26 март – Земетресение нанася тежки щети на Каракас.
- 8 април – Столицата на Финландия е преместена от град Турку в Хелзинки.
- 30 април – Луизиана е присъединена към Съединените американски щати като 18-ти щат на САЩ.
- 18 юни – Започна Войната от 1812 г. между Съединените щати, Великобритания и Канада.
- 26 август – Битката при Бородино между руските войски под командването на генерал-фелдмаршал Михаил Кутузов и французите, водени от Наполеон.
- 12 октомври – Столицата на щата Пенсилвания е преместена от Ланкастър в Харисбърг.
- 10 ноември – Торите печелят парламентарните избори в Обединеното кралство.
- 20 декември – Първо издание на първи том с приказките на Братя Грим.

## Родени
- Иларион Макариополски, български духовник († 1875 г.)
- Тонка Обретенова, българска революционерка († 1893 г.)
- 28 януари – Илия Гарашанин, сръбски държавник († 1874 г.)
- 7 февруари – Чарлз Дикенс, английски писател († 1870 г.)
- 19 февруари – Зигмунт Крашински, полски поет и драматург († 1859 г.)
- 9 юни – Йохан Готфрид Гал, немски астроном († 1910 г.)
- 21 септември – Ангел войвода, български хайдутин
- 1 декември – Владимир Гете, руско-френски духовник († 1892 г.)

## Починали
- 19/31 март – Осип Второв, руски офицер (р. 1772 г.)

Вижте също:
- календара за тази година